# Heinz Graffunder

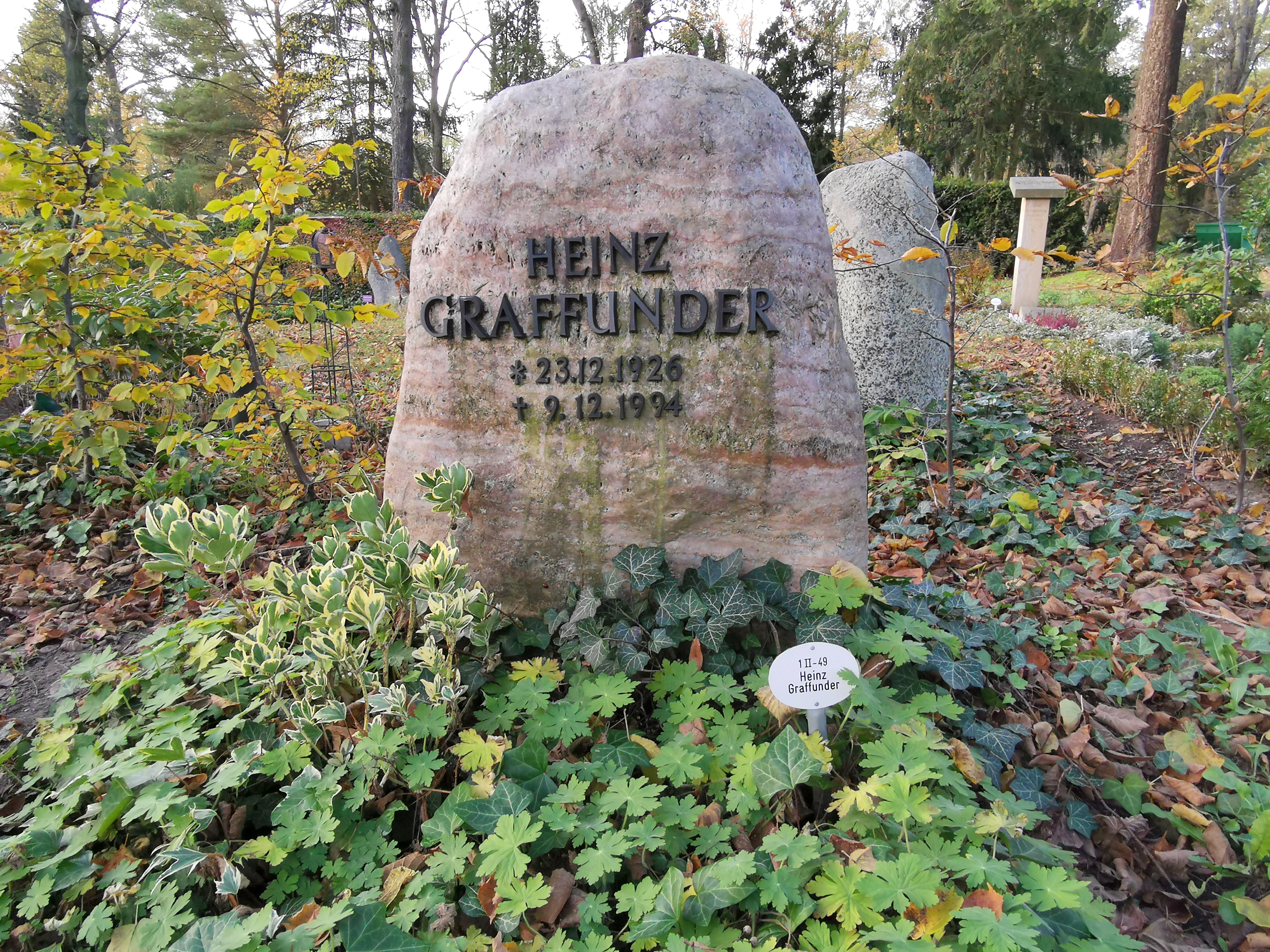
Grab auf dem Friedhof Pankow III, Abt. 1 II-49

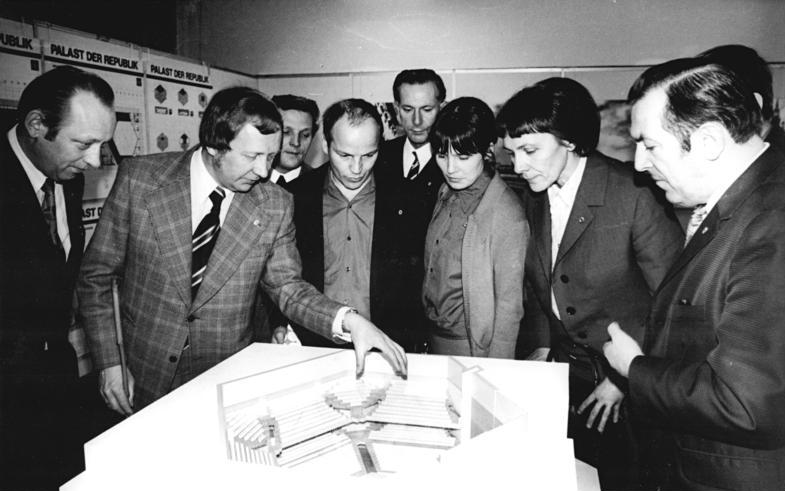
Graffunder (2. v. l.) erläutert ein Modell des Palastes der Republik (1974)

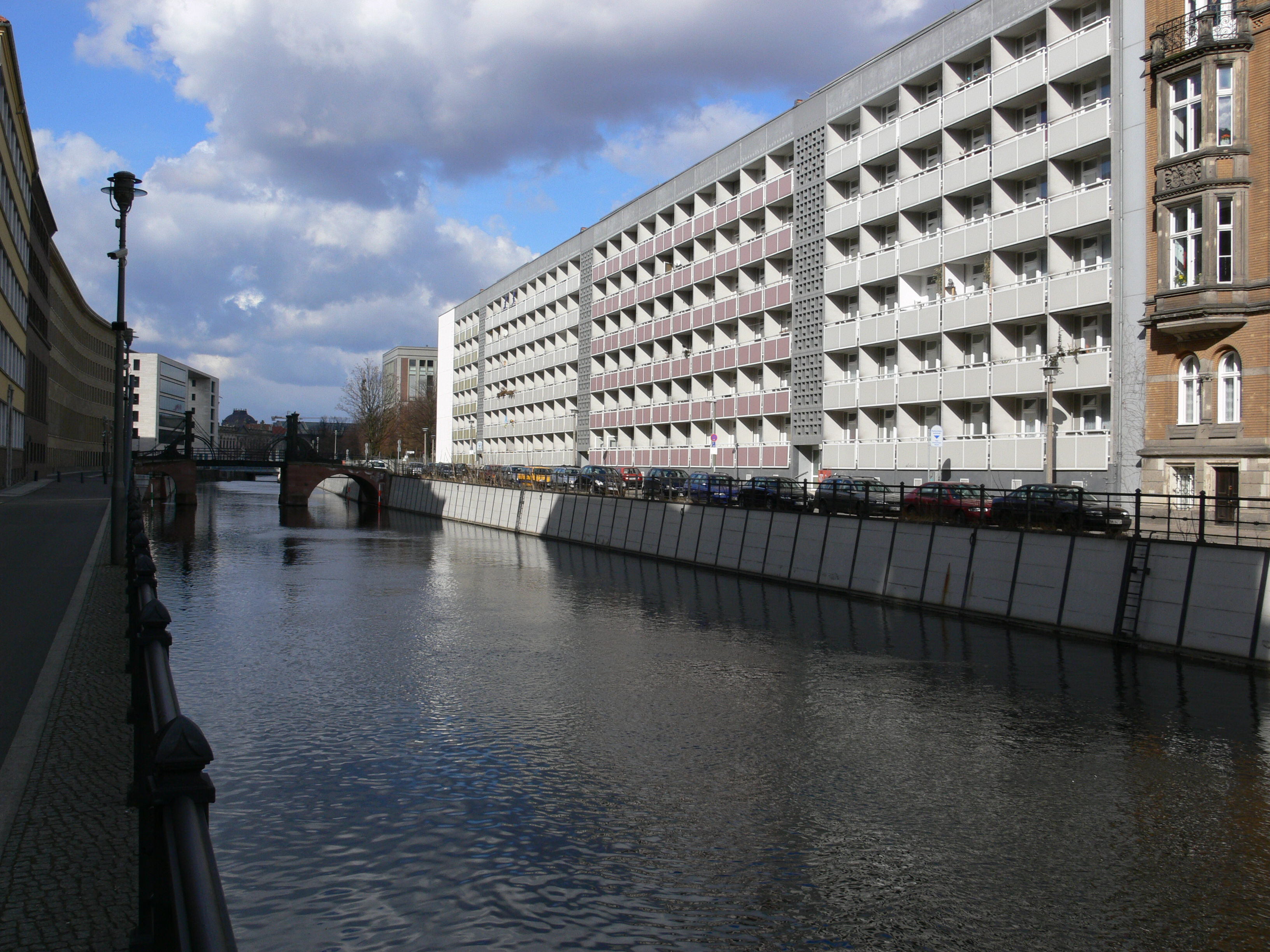
Berlin, Apartmenthäuser an der Friedrichsgracht

Heinz Graffunder (* 23. Dezember 1926 in Berlin; † 9. Dezember 1994 in Berlin) war ein deutscher Architekt.

## Leben
Die Schule schloss Graffunder angesichts des Zweiten Weltkriegs mit einem Notabitur ab, dann diente er zweieinhalb Jahre in der Wehrmacht. Er geriet in Kriegsgefangenschaft und konnte erst anschließend eine Lehre als Maurer aufnehmen. Von 1949 bis 1952 studierte Graffunder in den Vereinigten Bauschulen von Groß-Berlin Architektur. Danach arbeitete er von 1952 bis 1967 als Architekt, Städteplaner und Abteilungsleiter im VEB Bauprojektbetreuung Groß-Berlin und dessen Nachfolgebetrieben VEB Projektierung Berlin, VEB Hochbau II und VEB Berlin-Projekt.
In dieser Zeit wurden folgende Arbeiten von ihm umgesetzt:
- Wohnbauten in Berlin-Friedrichshain und Berlin-Lichtenberg
- Seit 1954 Bauten des Tierparks Berlin-Friedrichsfelde wie das Alfred-Brehm-Haus oder das Dickhäuterhaus
- 1957–1960 Freibad in Berlin-Pankow
- 1967–1973 Rathauspassagen
- 1963–1965 Botschaft der DDR in Budapest (mit Eckart Schmidt), beherbergt seit der deutschen Wiedervereinigung die Botschaft der Bundesrepublik Deutschland
- Bauten für die Zoos in Rostock, Cottbus, Neustrelitz, Magdeburg und Erfurt
- 1964–1966 Projektierung der Apartmenthäuser an der Berliner Friedrichsgracht (mit Eckart Schmidt).
- Hauptbahnhof in Sofia (1. Preis im Architekturwettbewerb).

Von 1967 bis 1972 arbeitete Heinz Graffunder als Abteilungsleiter im VEB Projektierung des Volkseigenen Wohnungsbaukombinates Berlin. Hier war er zusammen mit Dietmar Kuntzsch maßgeblich an der Bauplanung der Berliner Liebknecht- und Rathausstraße (Rathauspassagen) und ab 1970 als Komplexarchitekt für das Wohngebiet Fennpfuhl beteiligt.

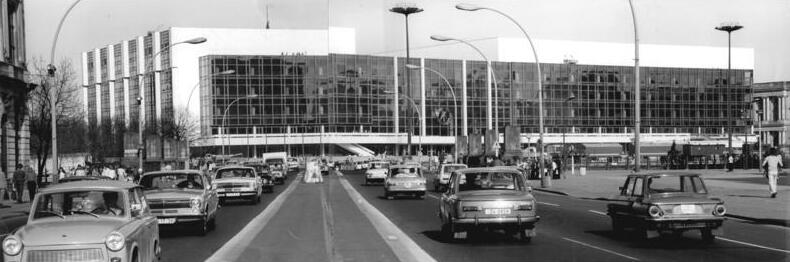
Der Palast der Republik (1976)

1972 bis 1973 war er Chefarchitekt im Institut für Wohn- und Gesellschaftsbauten der Bauakademie der DDR und anschließend Leiter des Entwurfskollektivs und Chefarchitekt des Palastes der Republik. Das Graffunder-Kollektiv hatte für das riesige Gelände des abgerissenen Stadtschlosses einen doppelt nutzbaren Bau entworfen und dabei für jede Etage eine eigene helle Farbe gewählt, die Heiterkeit und Eleganz ausstrahlen sollte. Nach der Fertigstellung des Palastes der Republik arbeitete Graffunder von 1976 bis 1988 als Chefarchitekt und Leiter der städtebaulichen Projektierung der neuen Berliner Stadtbezirke Marzahn und Hellersdorf. Danach war er Professor für Entwurfslehre an der Bauhochschule Cottbus, 1989 wurde er wegen Invalidität emeritiert.

## Nach der Wende

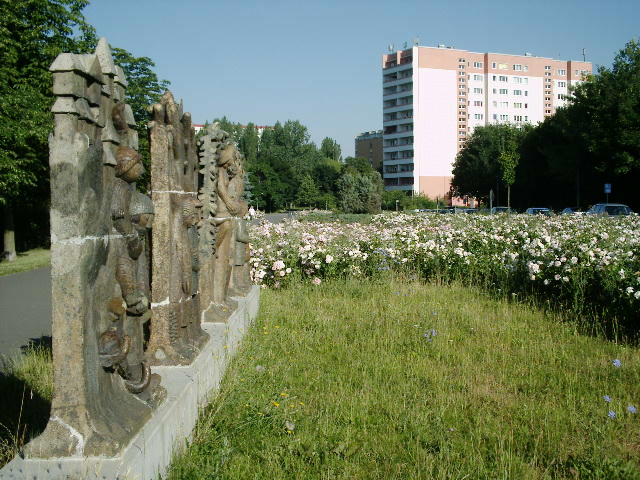
Heinz-Graffunder-Park mit Skulpturen und Rosensträuchern (2010)

Von 1990 bis zu seinem Tod 1994 unterhielt Graffunder ein eigenes Architekturbüro in Berlin, in dem er zwei Gartencenter, einige Hotelplanungen und Städtebauprojekte erarbeitete. Er engagierte sich in dieser Zeit besonders für den Erhalt des Palastes der Republik, auch durch die Erarbeitung mehrerer Vorschläge zu dessen Veränderung und Erweiterung, die in einer Ausstellung der Öffentlichkeit gezeigt wurden. Als spektakulär galten vor allem die Entwürfe, vor den Baukörper ein vierstöckiges Gebäude als Fassadenkopie des abgerissenen Schlosses zu setzen, das mit Glas und Stahlträgern mit dem Palast verbunden werden sollte und so einen neuen einheitlichen Baukörper gebildet hätte. Trotz der Hilfe einiger Politiker ist es dem Architekten nicht gelungen, den Abrissbeschluss rückgängig zu machen.
Die letzte Ruhe fand er auf einem Pankower Friedhof.

## Ehrungen, Auszeichnungen und Preise
- 1969 Nationalpreis der DDR I. Klasse für Wissenschaft und Technik, für den Tierpark Berlin
- 1976 Nationalpreis der DDR I. Klasse, für den Palast der Republik

2004 wurde aus Anlass seines zehnten Todestages in der Marchwitzastraße 1–3 (Marzahner Südspitze) an der Stelle eines abgerissenen Hochhauses ein Park nach Heinz Graffunder benannt. An dieser Stelle stand zuvor ein Hochhaus, das im Dezember 2002 wegen Leerstands abgerissen wurde.